# Zasłonak żółtomodry
Zasłonak żółtomodry (Thaxterogaster croceocoeruleus (Pers.) Niskanen & Liimat.) – gatunek grzybów należący do rodziny zasłonakowatych (Cortinariaceae).

## Systematyka i nazewnictwo
Pozycja w klasyfikacji według Index Fungorum: Thaxterogaster, Cortinariaceae, Agaricales, Agaricomycetidae, Agaricomycetes, Agaricomycotina, Basidiomycota, Fungi.
Po raz pierwszy zdiagnozował go w 1798 r. Christiaan Hendrik Persoon nadając mu nazwę Agaricus croceocaeruleus. W 1861 r. Elias Fries przeniósł go do rodzaju Cortinarius, a w 2022 r. Tuula Niskanen i Kare Liimatainen do rodzaju Thaxterogaster
Nazwę polską podał Andrzej Nespiak w 1975 r. Jest niespójna z aktualną nazwą naukową.

## Morfologia
Kapelusz
Średnica 1,5–3 cm, początkowo wypukły, potem płasko rozpostarty, a nawet wklęsły na środku. Brzeg bardzo cienki, falisty. Powierzchnia lepka, drobnowłókienkowata. Początkowo ma barwę od ciemnofioletowej do bladoniebieskiej, czasami z szarymi plamami, szybko jednak staje się ochrowożółta.
Blaszki
Szeroko przyrośnięte, szerokie, początkowo białawe do bladożółtych, potem szafranowo-brunatne. Ostrza delikatne.
Trzon
Wysokość do 2,5–6 cm, grubość 0,5–0,6 cm, cylindryczny, często zagięty lub skręcony. Powierzchnia biaława, czasami początkowo niebieskawa, potem ochrowa, czasami ze zbiegająca strefą pierścieniową.
Miąższ
Cienki, białawy, w trzonie ochrowy, bez wyraźnego zapachu. W smaku gorzkawy (zwłaszcza naskórek).
Cechy mikroskopijne
Wysyp zarodników rdzawobrunatny. Zarodniki prawie kuliste, o rozmiarach 7–8,5 × 6–7 μm, dość silnie brodawkowate. Cheilocystydy 8–10 μm. Skórka zbudowana z grubościennych, równoległych strzępek o średnicy 4–9 μm.

## Występowanie i siedlisko
Występuje w Ameryce Północnej i Europie. Jest rzadki. W piśmiennictwie naukowym na terenie Polski do 2003 r. podano 2 stanowiska.
Naziemny grzyb mykoryzowy. Rośnie na ziemi, w lasach liściastych, zwłaszcza dębowych. Owocniki wytwarza od sierpnia do października.
Grzyb niejadalny.